# Campionato mondiale Supermoto 2010
La stagione 2010 del Campionato mondiale Supermoto introduce molte novità rispetto alle stagioni precedenti.
Innanzitutto si torna alla categoria unica come nelle prime due stagioni del Mondiale (2002 e 2003) con l'unica differenza che, anziché essere una classe a cilindrata libera, diviene limitata a 450 cm³.
In secondo luogo dopo 4 anni di monogomma Dunlop, si passa a un monogomma Goldentyre.
Infine cambia anche la formula di gara: ogni GP prevede 3 manche (anziché 2 come dal 2005), di cui la prima con ordine di partenza in base ai tempi delle prove ufficiali, la seconda in base all'ordine di arrivo di gara1 e la terza in base all'ordine di arrivo di gara2.

## S1

### Calendario
| Prova | Data         | Gran Premio             | Località                 | Vincitore gara 1      | Vincitore gara 2      | Vincitore gara 3 |
| ----- | ------------ | ----------------------- | ------------------------ | --------------------- | --------------------- | ---------------- |
| 1     | 2 maggio     | Gran Premio d'Italia    | Castelletto di Branduzzo | Thierry Van Den Bosch | Thierry Van Den Bosch | Davide Gozzini   |
| 2     | 11 luglio    | Gran Premio di Germania | St. Wendel               | Thomas Chareyre       | Thomas Chareyre       | Thomas Chareyre  |
| 3     | 29 agosto    | Gran Premio di Sicilia  | Triscina                 | Davide Gozzini        | Davide Gozzini        | Thomas Chareyre  |
| 4     | 19 settembre | Gran Premio di Bulgaria | Pleven                   | Davide Gozzini        | Mauno Hermunen        | Mauno Hermunen   |
| 5     | 28 novembre  | Gran Premio di Spagna   | Salou                    | Mauno Hermunen        | Mauno Hermunen        | Adrien Chareyre  |

### Principali piloti
|     | Pilota                | Team                         | Moto              |
| --- | --------------------- | ---------------------------- | ----------------- |
| 1   | Adrien Chareyre       | Husqvarna CH Racing          | SM 450RR Factory  |
| 3   | Gerald Delepine       | Kawasaki KL Petronas Nastedo | WSM 450           |
| 4   | Thomas Chareyre       | TM 747 Motorsport Factory    | SMX 450 Factory   |
| 5   | Matthew Winstanley    | Husqvarna Motosupplies       | SM 450RR          |
| 9   | Christian Ravaglia    | Suzuki Lux Performance       | RM-Z 450          |
| 12  | Bernd Hiemer          | KTM Motoracing               | SMR 450 Factory   |
| 14  | Paolo Gaspardone      | Honda Gazza V2 Racing        | CRF 450           |
| 15  | Raffaele Pirri        | Yamaha Dream Team            | YZ-F 450          |
| 17  | Marcel Van Drunen     | Yamaha MVD Goldspeed         | YZ-F 450          |
| 20  | Edgardo Borella       | KTM Italia Miglio Racing     | SMR 450           |
| 21  | Jake Thompson         | Aprilia Fast Wheels          | MXV-S 450         |
| 22  | David Hartley         | KTM Heavy Duty Forklifts     | SMR 450           |
| 30  | Ivan Lazzarini        | Honda HM Racing              | CRM 450RR         |
| 32  | Elia Sammartin        | Honda TDS Nuova Faor         | CRF 450           |
| 38  | Fabio Balducci        | Suzuki Lux Performance       | RM-Z 450          |
| 39  | Alex Serafini         | TM 747 Motorsport Factory    | SMX 450 Factory   |
| 40  | Devon Vermeulen       | Yamaha MVD Goldspeed         | YZ-F 450          |
| 51  | Andrea Occhini        | Suzuki Rigo Racing           | RM-Z 450          |
| 69  | Davide Gozzini        | TM 747 Motorsport Factory    | SMX 450 Factory   |
| 88  | Lorenzo Mariani       | Aprilia MRC Racing           | MXV-S 450         |
| 94  | Alexander Georgiev    | KTM Team Bulgaria            | SMR 450           |
| 100 | Eddy Seel             | Suzuki Lux Performance       | RM-Z 450          |
| 101 | Thierry Van Den Bosch | Aprilia Racing PMR H2O       | MXV-S 450 Factory |
| 121 | Massimo Beltrami      | Yamaha Magic Bike Evolution  | YZ-F 450          |
| 131 | Mauno Hermunen        | Husqvarna CH Racing          | SM 450RR Factory  |
| 139 | Max Verderosa         | Honda Pergetti Supermotard   | CRF 450           |
| 146 | Sami Salstola         | Husqvarna Motosupplies       | SM 450RR          |
| 199 | Victor Bolsec         | Honda HM Racing              | CRM 450RR         |
| 200 | Giovanni Bussei       | Honda SBD Union Bike         | CRF 450           |
| 211 | Xavi Rodriguez        | Yamaha Track Lever           | YZ-F 450          |
| 919 | Rosen Tonchev         | KTM Team Bulgaria            | SMR 450           |

### Sistema di punteggio e legenda
| Pos.  | 1  | 2  | 3  | 4  | 5  | 6  | 7  | 8  | 9  | 10 | 11 | 12 | 13 | 14 | 15 | 16 | 17 | 18 | 19 | 20 | 21 > |
| ----- | -- | -- | -- | -- | -- | -- | -- | -- | -- | -- | -- | -- | -- | -- | -- | -- | -- | -- | -- | -- | ---- |
| Punti | 25 | 22 | 20 | 18 | 16 | 15 | 14 | 13 | 12 | 11 | 10 | 9  | 8  | 7  | 6  | 5  | 4  | 3  | 2  | 1  | 0    |

### Classifiche

#### Piloti (Top 15)
| Pos. | Pilota                | Moto/Team                    | ITA 1 | ITA 2 | ITA 3 | GER 1 | GER 2 | GER 3 | SIC 1 | SIC 2 | SIC 3 | BUL 1 | BUL 2 | BUL 3 | ESP 1 | ESP 2 | ESP 3 | Punti |
| ---- | --------------------- | ---------------------------- | ----- | ----- | ----- | ----- | ----- | ----- | ----- | ----- | ----- | ----- | ----- | ----- | ----- | ----- | ----- | ----- |
| 1    | Thomas Chareyre       | TM 747 Motorsport Factory    | 3     | 3     | 3     | 1     | 1     | 1     | Rit.  | 3     | 1     | 2     | 2     | 2     | 2     | 4     | 4     | 309   |
| 2    | Davide Gozzini        | TM 747 Motorsport Factory    | 2     | 2     | 1     | 3     | 5     | 8     | 1     | 1     | 2     | 1     | 4     | 4     | 4     | 5     | 2     | 307   |
| 3    | Mauno Hermunen        | Husqvarna CH Racing          | 8     | 6     | 7     | 2     | 2     | 16    | 3     | 5     | 9     | 3     | 1     | 1     | 1     | 1     | 3     | 279   |
| 4    | Ivan Lazzarini        | Honda HM Racing              | 5     | 4     | 13    | 4     | 3     | 2     | 4     | 6     | 6     | 8     | 12    | 9     | 5     | 3     | 8     | 233   |
| 5    | Adrien Chareyre       | Husqvarna CH Racing          | 7     | 7     | 4     | Rit.  | 9     | 4     | 7     | 14    | 15    | 6     | 3     | 3     | 3     | 2     | 1     | 225   |
| 6    | Thierry Van Den Bosch | Aprilia Racing PMR H2O       | 1     | 1     | 2     | 9     | 6     | 17    | 2     | 2     | 3     | 4     | 5     | 6     | Rit.  | Rit.  |       | 224   |
| 7    | Christian Ravaglia    | Suzuki Lux Performance       | 22    | 10    | 8     | 6     | Rit.  | 13    | 9     | 7     | 5     | 5     | 6     | 5     | 7     | 6     | 5     | 181   |
| 8    | Bernd Hiemer          | KTM Motoracing               | 4     | 9     | 5     | 8     | 4     | 3     | 6     | 8     | 8     | 9     | 7     | 7     |       |       |       | 178   |
| 9    | Andrea Occhini        | Suzuki Rigo Racing           | Rit.  | 12    | 20    | 7     | 19    | 7     | 5     | 4     | 4     | 12    | 11    | 13    | 6     | 10    | 9     | 157   |
| 10   | Elia Sammartin        | Honda TDS Nuova Faor         | 9     | 8     | 14    | 18    | 13    | 6     | 10    | 12    | 12    | 10    | 8     | 10    | 10    | 9     | 10    | 156   |
| 11   | Giovanni Bussei       | Honda SBD Union Bike         | 6     | 5     | 6     |       |       |       | 8     | 9     | 7     | 7     | 9     | 8     | 15    | 11    | 13    | 148   |
| 12   | Paolo Gaspardone      | Honda Gazza V2 Racing        |       |       |       | 11    | 8     | 9     | 12    | 11    | 10    | 11    | 15    | 11    | 8     | 7     | 6     | 133   |
| 13   | Massimo Beltrami      | Yamaha Magic Bike Evolution  | 12    | Rit.  | Rit.  | 10    | 12    | 18    | 13    | 13    | 11    | 15    | 13    | 15    | 12    | 8     | 7     | 114   |
| 14   | Gerald Delepine       | Kawasaki KL Petronas Nastedo | 18    | 14    | 10    | 5     | 7     | 5     | 11    | 10    | 20    |       |       |       |       |       |       | 89    |
| 15   | Alex Serafini         | TM 747 Motorsport Factory    | 19    | 17    | 16    | 19    | 20    | 21    | 15    | 17    | 14    | 14    | 16    | 14    | 14    | 14    | 14    | 71    |
| Pos. | Pilota                | Moto/Team                    | ITA 1 | ITA 2 | ITA 3 | GER 1 | GER 2 | GER 3 | SIC 1 | SIC 2 | SIC 3 | BUL 1 | BUL 2 | BUL 3 | ESP 1 | ESP 2 | ESP 3 | Punti |

#### Costruttori
| Pos. | Costruttore | Nazione           | ITA 1 | ITA 2 | ITA 3 | GER 1 | GER 2 | GER 3 | SIC 1 | SIC 2 | SIC 3 | BUL 1 | BUL 2 | BUL 3 | ESP 1 | ESP 2 | ESP 3 | Punti |
| ---- | ----------- | ----------------- | ----- | ----- | ----- | ----- | ----- | ----- | ----- | ----- | ----- | ----- | ----- | ----- | ----- | ----- | ----- | ----- |
| 1    | TM          | Italia            | 2     | 2     | 1     | 1     | 1     | 1     | 1     | 1     | 1     | 1     | 2     | 2     | 2     | 4     | 2     | 350   |
| 2    | Husqvarna   | Germania / Italia | 7     | 6     | 4     | 2     | 2     | 4     | 3     | 5     | 9     | 3     | 1     | 1     | 1     | 1     | 1     | 302   |
| 3    | Honda       | Giappone          | 5     | 4     | 6     | 4     | 3     | 2     | 4     | 6     | 6     | 7     | 8     | 8     | 5     | 3     | 6     | 248   |
| 4    | Aprilia     | Italia            | 1     | 1     | 2     | 6     | 6     | 13    | 2     | 2     | 3     | 4     | 5     | 6     | Rit.  | Rit.  |       | 231   |
| 5    | Suzuki      | Giappone          | 10    | 11    | 9     | 7     | 14    | 7     | 5     | 4     | 4     | 5     | 6     | 5     | 6     | 6     | 5     | 213   |
| 6    | KTM         | Austria           | 4     | 9     | 5     | 8     | 4     | 3     | 6     | 8     | 8     | 9     | 7     | 7     | 9     | 13    | 12    | 207   |
| 7    | Yamaha      | Giappone          | 12    | Rit.  | Rit.  | 10    | 12    | 12    | 13    | 13    | 11    | 15    | 13    | 15    | 16    | 15    | 15    | 101   |
| 8    | Kawasaki    | Giappone          | 18    | 14    | 10    | 5     | 7     | 5     | 11    | 10    | 20    |       |       |       |       |       |       | 89    |
| Pos. | Costruttore | Nazione           | ITA 1 | ITA 2 | ITA 3 | GER 1 | GER 2 | GER 3 | SIC 1 | SIC 2 | SIC 3 | BUL 1 | BUL 2 | BUL 3 | ESP 1 | ESP 2 | ESP 3 | Punti |

## Supermoto Des Nations 2010
Il Supermoto delle Nazioni 2010 torna a essere disputato in Francia, a Cahors, come nei primi due anni di vita del trofeo. Da regolamento è previsto la partecipazione di 3 piloti, divisi per categoria (S1, S2 e Open), ogni pilota effettuerà due gare e fra le 6 gare disputate complessivamente verrà eliminato dal conteggio dei punti il risultato peggiore.
Gara 1 Rider1 + Rider2
Gara 2 Rider2 + Rider3
Gara 3 Rider1 + Rider3
Il 2010 vede il ritorno al Trofeo di una squadra importante come la Francia.
L'Italia, dopo la delusione del 2009, torna a schierare la formazione migliore:
- Davide Gozzini (TM - Rider1): 2º posto nel Campionato Italiano S1 2010
- Ivan Lazzarini (Honda - Rider2): Campione Italiano S1 2010
- Christian Ravaglia (Suzuki - Rider3): 3º posto nel Campionato Italiano S1 2010.

La vittoria finale va alla Francia che conquista il suo terzo titolo Supermoto delle Nazioni.
La formazione francese comprende:
- Thierry van den Bosch (Aprilia - Rider1)
- Thomas Chareyre (TM - Rider2)
- Aurelien Grelier (Honda - Rider3)

Terzo posto per la nazionale tedesca junior, campioni in carica, composta da Jan Deitenbach, Nico Joannidis e Markus Class.
| Pos | Nazionale           | Piloti                | Moto     | Classe | Gara 1 | Gara 2 | Gara 3 | Punti |
| --- | ------------------- | --------------------- | -------- | ------ | ------ | ------ | ------ | ----- |
| 1   | Francia             | Thierry Van Den Bosch | Aprilia  | Rider1 | 1      |        | 1      | 7     |
| 1   | Francia             | Thomas Chareyre       | TM       | Rider2 | 2      | 1      |        | 7     |
| 1   | Francia             | Aurelien Grelier      | Honda    | Rider3 |        | 3      | 3      | 7     |
| 2   | Italia              | Davide Gozzini        | TM       | Rider1 | 5      |        | 2      | 25    |
| 2   | Italia              | Ivan Lazzarini        | Honda    | Rider2 | 11     | 4      |        | 25    |
| 2   | Italia              | Christian Ravaglia    | Suzuki   | Rider3 |        | 7      | 7      | 25    |
| 3   | Germania Junior     | Jan Deitenbach        | Suzuki   | Rider1 | 17     |        | 15     | 56    |
| 3   | Germania Junior     | Nico Joannidis        | Husaberg | Rider2 | 12     | 20     |        | 56    |
| 3   | Germania Junior     | Markus Class          | Suzuki   | Rider3 |        | 8      | 4      | 56    |
| Pos | Selezione Nazionale | Pilota                | Moto     | Classe | Gara 1 | Gara 2 | Gara 3 | Punti |